# AdBlue
AdBlue (AUS 32) er en væske, som benyttes til nyere dieselmotorer for at mindske udslippet af NOx. På trods af sit navn er væsken transparent og har på køretøjer som kræver AdBlue sin egen tank i nærheden af køretøjets dieseltank. AdBlue fungerer ved, at væsken sprøjtes ind i køretøjets udstødningssystem, hvor den passerer katalysatoren og nedbryder NOx til ufarligt vand og kvælstof.
AdBlue består af 32,5% urea, urinstof, i vand, og er giftfri og sikker at håndtere for sundhed.
Urea kan skade vandmiljøet, da nedbrydningen af stoffet er iltkrævende. På samme måde kan det være problematisk at tillede urea til renseanlæg, da de biologiske processer i renseanlægget kan tage skade. Vandområder, som i forvejen er skadede af for store tilledninger af næringsstof vil tage yderligere skade ved tilledning af mere næring.